# Körkarlen (film, 1939)
Körkarlen är en fransk dramafilm från 1939 i regi av Julien Duvivier, med Pierre Fresnay, Marie Bell, Louis Jouvet och Micheline Francey i huvudrollerna. Dess franska titel är la Charrette fantôme som betyder "spökkärran". Den handlar om en man som dör på nyårsafton och måste köra dödens vagn det kommande året, efter att ha supit sin familj i fördärvet och svikit en kvinna från Frälsningsarmén som försökt att hjälpa honom. Filmen bygger på Selma Lagerlöfs roman med samma namn. Inspelningen började 2 maj 1939 och ägde rum hos Studios de Neuilly. Jean Epstein stod för specialeffekterna.
Körkarlen var uttagen till vad som var tänkt att bli den första upplagan av filmfestivalen i Cannes, men festivalen ställdes in. Filmen fick premiär i Sverige 8 september 1939 och släpptes i Frankrike 16 februari 1940.

## Medverkande
- Micheline Francey som syster Édith
- Marie Bell som syster Maria
- Ariane Borg som Suzanne
- Pierre Fresnay som David Holm
- Louis Jouvet som Georges
- Robert Le Vigan som Martin
- René Génin som fader Éternel
- Alexandre Rignault som jätten
- Pierre Palau som monsieur Benoit
- Jean Mercanton som Pierre Holm
- Henri Nassiet som Gustave
- Marie-Hélène Dasté som gatflickan
- Andrée Mery som den ångerfulla gumman
- Mila Parély som Anna Holm